# FreeCAD
FreeCAD is opensourcesoftware voor computer-aided design (CAD) die werd uitgebracht op 29 oktober 2002.

## Beschrijving
FreeCAD is bedoeld als middel voor het ontwerpen van werktuigbouwkundige objecten maar kan ook gebruikt worden voor ontwerpen in de architectuur of elektrotechniek.
Doordat de software vergelijkbare tools bevat met andere CAD-software, valt deze in de categorie bouwwerkinformatiemodel (BIM), mechanische CAD en computer-aided engineering (CAE). Het is mogelijk om ook componenten in 2D te ontwerpen, maar dit is niet de focus van het programma. Zo is het eveneens niet geoptimaliseerd voor manipulatie van 3D-modellen.
Vanwege het opensourcemodel staat het gebruikers vrij om de functionaliteit van de software uit te breiden met scripts die in Python geschreven kunnen worden.
FreeCAD maakt gebruik van een eigen bestandsformaat (FCStd) dat een verzameling XML-bestanden in een gecomprimeerd ZIP-formaat is. Daarnaast kan FreeCAD werken met de formaten DXF, SVG, STEP, IGES, STL, OBJ, DAE, SCAD, IV en IFC.